# Monument aux morts de Clermont-l'Hérault
Le Monument aux morts de Clermont-l'Hérault, réalisé par le sculpteur Paul Dardé, est situé dans la commune de Clermont-l'Hérault dans le département de l'Hérault.

## Descriptif
Le monument est constitué d'un cénotaphe avec à l'intérieur un gisant veillé par une femme nue au sourire énigmatique, visiblement une danseuse de cabaret des années 1920. Les interprétations sont multiples et, compte tenu de la personnalité du sculpteur Paul Dardé, cette provocation parait l'expression d'une révolte concernant la Première Guerre mondiale[pas clair] qui se déroula de 1914 à 1918. C'est le premier conflit armé qui impliqua autant de pays à travers le monde. Les pertes humaines s’élevèrent à plus de 8 millions de morts et 6 millions d'invalides.

## Histoire
Les premiers dessins du projet ont été fournis par Paul Dardé dès 1921. La sculpture a été achevée dans l'atelier de Dardé à Lodève en 1924. Les travaux furent retardés jusqu'à 1927 par manque de fonds.
Les grilles furent exécutées d'après un dessin de Dardé.

## Protection
Le monument fait l’objet d’une inscription au titre des monuments historiques depuis le 29 mars 2005.